# Chaussée aux Moines
Chaussée aux Moines est une marque commerciale propriété du groupe d'industrie laitière Lactalis désignant un fromage industriel français à pâte pressée non cuite de lait pasteurisé de vache. De fait, il n'a aucun lien avec un quelconque monastère ou des moines en général.  

## Histoire
L'histoire de cette marque est liée à la société familiale indépendante Célia implantée en Mayenne à Craon et à Saint-Florent-le-Vieil en Maine-et-Loire. Le nom du fromage vient de son lieu de fabrication : la route de la Chaussée aux moines à Craon, près du monastère bénédictin Saint-Clément (actuel « Espace culturel Saint-Clément »).
Il a été conçu par Roger Mortel avec l'aide d'une chimiste.[réf. nécessaire]
La société fabriquait et commercialisait depuis 1927 des beurres, des fromages, ainsi que de la poudre de lait. C'est en 1983 que la société familiale Célia crée et lance sur le marché la marque Chaussée aux Moines.
En 2006, le groupe laitier industriel Lactalis rachète la société familiale Célia.

### Campagnes publicitaires
Bien que n'ayant aucun rapport avec les moines, cette marque et l'image qu'elle renvoie s'appuient sur le fait ancien que de nombreux fromages ont été créés par ces derniers car ils recevaient la dîme en nature, notamment en lait,.
En 1983, deux films courts de huit secondes (Chaussée aux Moines chanté sur un air liturgique et Amen à la fin, qui par le geste des moines se transforme en  l'impératif Amène), et 400 panneaux d'affichage amènent la notoriété de cette marque à un score de 69 % de part du marché des fromages à pâte pressée non cuite (PPNC).
En 1986, sa notoriété monte à 80 % des PPNC grâce à l'agence publicitaire « Business » et notamment par le biais du concepteur rédacteur Christophe Delaplanche, qui conçoit « La famille autour de la table regardant le moine à la télé ». L'année suivante, 5 000 tonnes de ce fromage sont vendues (multiplication par dix en dix années des ventes de cette marque).
En 1992, la société Célia change d'agence publicitaire et signe un contrat avec « Iceberg-Bozell ». Le nouveau film publicitaire change de stratégie : c'est « La visite du monastère » (une jeune femme sexy se promène dans une abbaye). La publicité a été très mal accueillie par les téléspectateurs.
En 1995, la nouvelle agence « CLM/BBDO » décide de se séparer du bon frère mais conserve l'esprit religieux et le chant grégorien, façon techno-house. Réalisée par Olivier Kuntzel et Florence Deygas, la nouvelle publicité est très appréciée des téléspectateurs, les ventes ainsi que les points de vente augmentent. Célia a 75 % du marché des PPNC.
En 1999, la société Célia signe un contrat avec la nouvelle agence « A. Dufresne & Corrigan » et, en 2003, possède encore 42 % de part du marché des PPNC grâce au Chaussée aux Moines.
En 2006, la société Lactalis a acheté la société familiale Célia qui fabriquait du lait en poudre et possédait les marques commerciales Chaussée aux Moines et Le Marin (beurre).

## Fabrication
Les laits crus de vache réfrigérés sont achetés et collectés chez les éleveurs bovins et mélangés entre eux. Ils subissent une pasteurisation puis sont ramenés à une température propice à l'emprésurage et à un réensemencement de culture. Le caillé obtenu est moulé et pressé dans une toile.

## Composition
Ce fromage est composé de 1,9 % de sel, des ferments d'affinage, présure d'origine non-animale , chlorure de calcium, conservateur : natamycine E235. 

### Formes

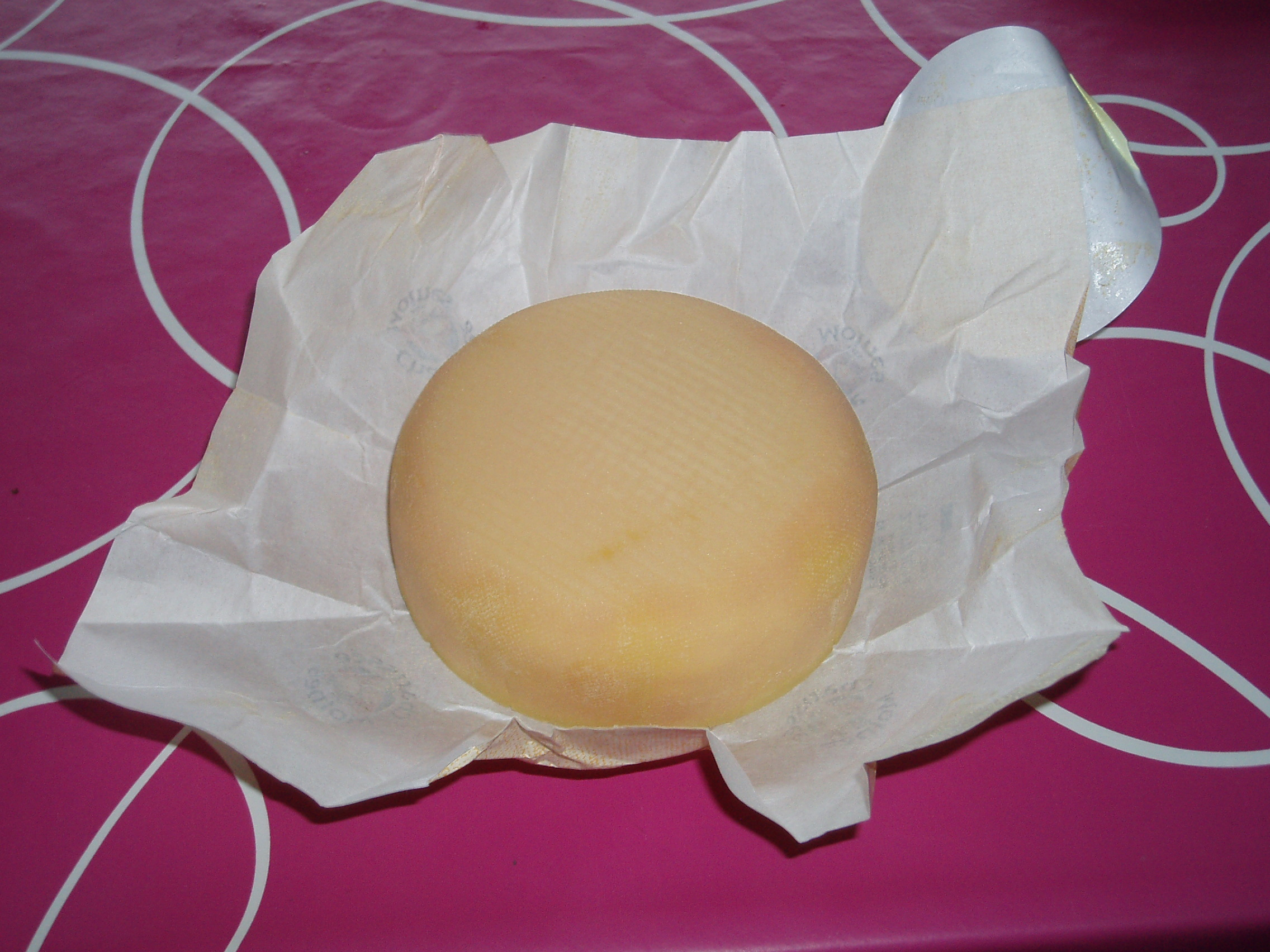
Le fromage portant la marque.

Il existe sous trois formats différents :
- 450 grammes, format « familial »
- 340 grammes, format « standard »
- 230 grammes

### Calories
Valeurs nutritionnelles moyennes pour 100 g de ce fromage :
- Calories : 311 kCal soit 1 300 kJ
- Protides : 20,5 g
- Lipides : 25,2 g
- Glucides : 0,6 g
- Calcium : 621 mg

La masse de ce fromage contient 25 % à 50 % de matière grasse.

## Conservation

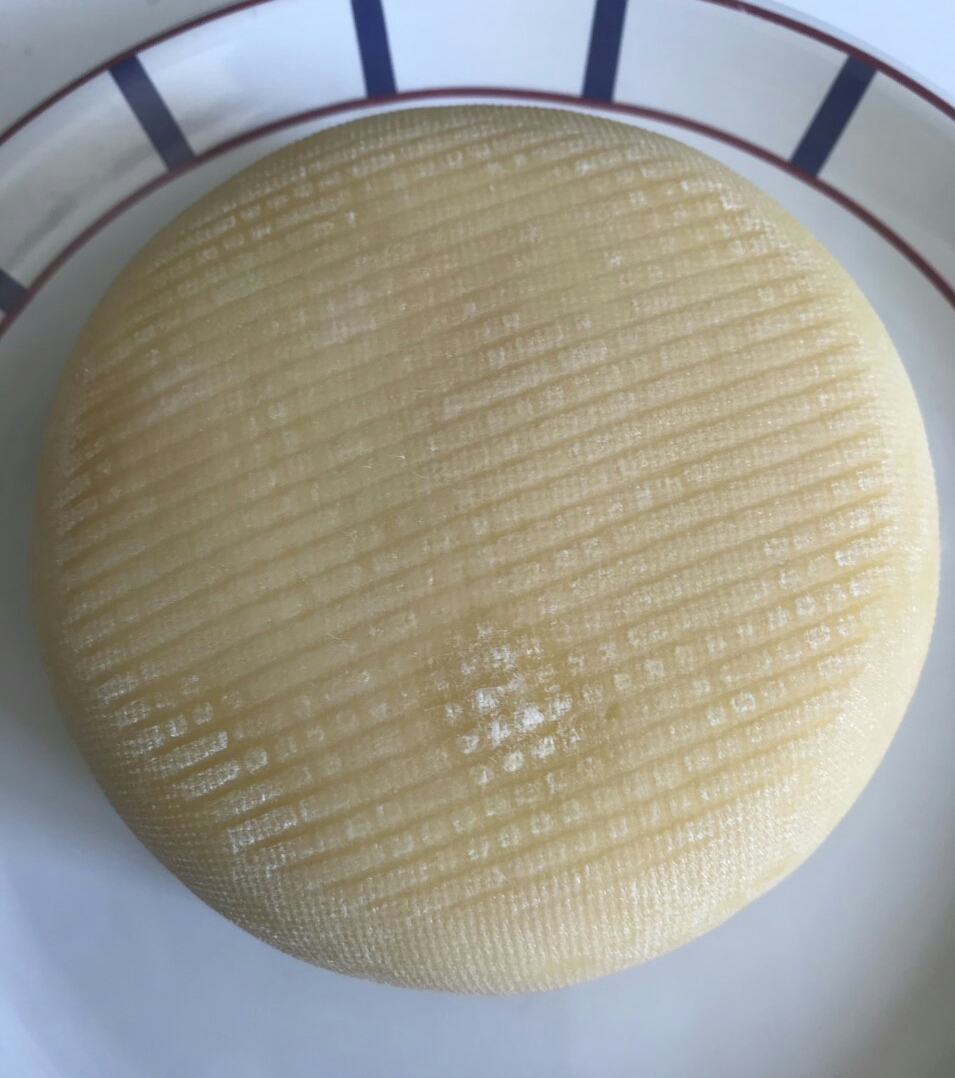
Chaussée aux Moines.

Il peut être conservé à une température allant de 2 à 8 °C.

### Vins accordés
- Vin rouge fruité[10]
- Vin blanc fruité

### Saisons de transformation
C'est un fromage industriel, il est fabriqué et  commercialisé toute l'année.